# Sony Xperia V
Sony Xperia V — коммуникатор компании Sony на платформе Google Android с защитой от пыли и влаги (IP55/IP57). Xperia V имеет 4,3" сенсорный экран с мобильной технологией Bravia Engine 2, 1,5 ГГц двухъядерный процессор, 13-мегапиксельную основную и 0,3-мегапиксельную фронтальную камеру, MHL-выход, 1 ГБ оперативной памяти и 8 ГБ внутренней памяти.

## Маркетинг
Анонс Sony Xperia V состоялся 29 августа 2012 года в Берлине на IFA 2012 года, а продажи начались в декабре 2012 года.

## Технические особенности
Ёмкостный сенсорный дисплей 4,3 дюйма с разрешением 720 х 1280 и поддержкой технологии Mobile BRAVIA Engine 2 от Sony способен отображать до 16777216 цветов. Сенсор основной камеры в 13 мегапикселей с технологией Exmor R для улучшения качества съёмки в условиях низкой освещённости способен записывать видео в разрешении 1080p FullHD и также снимать в HDR, в аппарате присутствует также фронтальная VGA камера.
Устройство оснащено 1,5 ГГц двухъядерным процессором, 1 ГБ оперативной памяти, 8 ГБ встроенной памяти, а также MHL разъёмом для просмотра фотографий и видео с устройства на экране телевизора. Есть также поддержка NFC, который может быть использован с Xperia SmartTags. Телефон можно заряжать с помощью док-станции.

## Программное обеспечение
Xperia V поступил в продажу с установленной ОС Google Android версии 4.0.4. Обновление Xperia V до Jelly Bean (4.1) было доступно с середины 1 квартала 2013 года до февраля 2014 года. 14 февраля стало доступно обновление до версии Android 4.3.